# Toau
Toau (auch Pakuria oder Taha-a-titi genannt) ist ein Atoll des Tuamotu-Archipels in Französisch-Polynesien.

## Geographie
Die Lagune ist mit 35 × 18 km bemessen und bis zu 25 Meter tief. Die Gesamtfläche des Atolls beträgt 652 km², und die Fläche der Lagune 561 km². Das nächstgelegene Atoll ist Fakarava, 14 km südöstlich von Toau entfernt. Das Atoll gehört administrativ zur Gemeinde Fakarava und darin zur gleichnamigen commune associée Fakarava.

## Geschichte
James Cook war der erste, der das Atoll im April 1774 gesichtet hat. In manchen Karten ist das Atoll mit dem Namen Elizabeth verzeichnet.
Das einzige Dorf ist Maragai auf der gleichnamigen Insel im Osten des Atolls. Zur Volkszählung 2002 wurden hier noch 24 Einwohner gezählt, laut Volkszählung 2012 jedoch nur noch 18. Die Bewohner leben hauptsächlich von Fischzucht, ebenso wird nach Perlen getaucht und Kopra aus Kokosnüssen hergestellt.